# 1765 год в музыке

## События
- В норвежском городе Бергене учреждено «Музыкальное общество» (норв. Det Musicalske Selskab), чей симфонический оркестр («Harmonien») является старейшим симфоническим оркестром в Норвегии и одним из старейших в мире.
- Создана первая в Испании школа фламенко.

## Классическая музыка
- Йозеф Гайдн — симфонии № 28, 29, 30, 31, 34, виолончельный концерт № 1.
- Йозеф Мысливечек — драматическая кантата «Смятенье на Парнасе» (итал. Il Parnaso confuso).
- Вольфганг Амадей Моцарт — симфонии № 4, № 5, № 19a и № 19b, концерт-ария для сопрано и оркестра Conservati fedele, мотет God is Our Refuge, концерт Va, dal furor portata.

## Популярная музыка
- Джеймс Хук[англ.] — песня «Желаю всем спокойной ночи» (англ. I wish you all good night).

## Опера
- Сэмюэль Арнольд — «Дафна и Аминтор» (англ. Daphne and Amintor), «Летняя сказка» (англ. The Summer's Tale) и «Девушка с мельницы» (англ. The Maid of the Mill).
- Йиржи Антонин Бенда — Xindo riconosciuto.
- Кристоф Виллибальд Глюк — «Смятенье на Парнасе» (итал. Il Parnaso confuso), «Телемах, или Остров Кирки» (итал. Telemaco ossia L’isola di Circe) и «Корона» (итал. La corona, премьера в 1987).
- Антонио Саккини — «Крёз» (итал. Creso) и «Крестьянин в суде» (итал. La contadina in corte).
- Андреа Луккези — «Остров счастья» (итал. L’isola della fortuna).
- Эджидио Дуни — «Фея Ургела» (фр. La fée Urgèle) и «Школа юности» (фр. L'école de la jeunesse).
- Никколо Пиччини — «Барон ди Торрефорте» (итал. Il barone di Torreforte), «Поддельный астролог» (итал. Il finto astrologo) и «Сирота под угрозой» (итал. L'orfana insidiata).
- Пьетро Алессандро Гульельми — «Фарнак» (итал. Farnace), «Тамерлан» (итал. Tamerlano), «Оперный импресарио» (итал. L'impresa d'opera), «Похититель супруги» (итал. Il ratto della sposa) и «Адриан в Сирии» (итал. Adriano in Siria).
- Иоганн Адольф Хассе — «Ромул и Эрсилия» (итал. Romolo ed Ersilia).
- Жан Жозеф де Мондонвиль — «Тезей» (Thésée).
- Франсуа Андре Филидор — «Том Джонс» (Tom Jones) и «Бондарь» (фр. Le tonnelier).

## Балет
- Кристоф Виллибальд Глюк — «Семирамида» (Sémiramis) и «Ифигения» (Iphigénie).

## Родились
- 8 февраля — Йозеф фон Эйблер, австрийский композитор и дирижёр (умер в 1846).
- 22 марта — Франтишек Йозеф Дусик[чеш.], словацкий композитор (умер в 1816).
- 28 мая — Жан Батист Картье, французский скрипач-виртуоз, композитор, музыкальный педагог (умер в 1841).
- 13 июня — Антон Эберль, австрийский композитор и пианист (умер в 1807).
- 28 августа (крещение) — Якоб Фридрих Фризе[нем.], немецкий музыкальный педагог, органист и органный мастер (умер в 1833).
- 18 сентября — Оливер Холден[англ.], американский композитор и компилятор гимнов (умер в 1844).
- 16 октября — Фредерик Николя Дювернуа, французский валторнист, композитор и музыкальный педагог, брат кларнетиста Шарля Дювернуа (умер в 1838).
- 22 октября — Даниэль Готлиб Штейбельт, немецкий пианист и композитор, остаток жизни проживший в России (умер в 1823).
- 26 октября — Якуб Ян Рыба[чеш.], чешский музыкальный педагог и композитор позднего классицизма и романтизма, фольклорист (умер в 1815).
- 20 ноября — Фридрих Генрих Химмель, немецкий пианист и композитор, капельмейстер прусской придворной капеллы (умер в 1814).
- 23 ноября — Томас Эттвуд, английский композитор, дирижёр и органист, один из основателей неоготического направления в музыкальном искусстве Нового времени (умер в 1838).
- 27 ноября — Бернар Сарретт, французский музыкальный деятель, один из основателей Парижской консерватории (умер в 1858).
- 8 декабря — Адольф Генрих Фридрих Шлихтегроль, немецкий филолог, журналист, археолог и нумизмат, автор первой биографии В. А. Моцарта (умер в 1822).
- дата неизвестна — София Ульрика Лильегрен[англ.], шведско-финская певица-сопрано, первая профессиональная оперная певица из Финляндии (умерла в 1795).
- Александр Джухан (англ. Alexander Juhan), скрипач и дирижёр, один из первых американских композиторов (умер в 1845).

## Умерли
- 12 января — Иоганн Мельхиор Мольтер, немецкий композитор и скрипач эпохи барокко и раннего классицизма (род. в 1696).
- 15 января — Карльман Кольб (нем. Carlmann Kolb), немецкий священник, органист и композитор (род. в 1703).
- 19 января — Юхан Агрелл, шведский и немецкий скрипач, пианист, дирижёр и композитор (род. в 1701).
- 9 февраля — Элизабетта де Гамбарини, английская певица (сопрано), органистка, клавесинистка, дирижёр и композитор итальянского происхождения (род. в 1731).
- 20 марта — Паоло Антонио Ролли, итальянский писатель и либреттист (род. в 1687).
- 30 декабря — Конрад Фридрих Хюрлебуш, немецкий композитор и органист (род. в 1691).
- дата неизвестна
  - Джон Хебден[англ.], английский фаготист, виолончелист и композитор (род. в 1712).
  - Эдвард Генри Пёрселл[англ.], английский органист и музыкальный издатель, внук Генри Пёрселла (год рождения неизвестен).
- предположительно — Луи-Антуан Дорнель[фр.], французский клавесинист, органист, скрипач и композитор (род. около 1685).